# Kościół Wniebowzięcia Najświętszej Maryi Panny w Pilchowie
Kościół Wniebowzięcia NMP w Pilchowie – świątynia należąca do parafii rzymskokatolickiej pw. Wniebowzięcia NMP w Pilchowie jest kościołem parafialnym.

## Historia
Pierwotny granitowy kościół został zbudowany na przełomie XIII/XIV wieku. W 2. poł. XIX wieku kościół został przebudowany w stylu neoromańskim. Wtedy to podwyższono nawę, odbudowano absydę oraz kruchtę, wykonano również półkoliste otwory okienne. 
Po II wojnie światowej kościół przeszedł pod jurysdykcję polską. Świątynia została poświęcona i nadano jej wezwanie Wniebowzięcia NMP. 
Obok kościoła znajduje się XIX-wieczna dzwonnica. Zachowały się też fragmenty XIII-wiecznych kamiennych murów kościelnych, w obrębie których występuje starodrzew. Od południowej strony w elewacji świątyni widoczny jest też zarys dawnego portalu.
Kościół, drewniana dzwonnica oraz cmentarz znajdują się w rejestrze zabytków (nr. rej. A-519 z 10 maja 1997).